# Jurm (distrikt)
Jurm är ett distrikt i Afghanistan.   Det ligger i provinsen Badakhshan, i den nordöstra delen av landet, 270 kilometer nordost om huvudstaden Kabul. Administrativ huvudort är Jurm.
Distriktet beräknades år 2022 ha cirka 44 000 invånare.